# Улични божества
„Улични божества“ е български игрален филм от 1929 година, по сценарий и режисура на Васил Гендов. Оператор е Христо Константинов. Музиката във филма е композирана от Иван Попов.

## Актьорски състав
- Васил Гендов – Работникът
- Жана Гендова – Жената на работника
- Тина Смирнова – Дъщерята като малка
- Бистра Фол – Дъщерята като голяма
- Митко Гендов – Синът като малък
- Коста Хаджиминев – Синът като голям
- Владимир Трендафилов – Нечестният приятел на работника
- Петър Кабровски – Фабрикантът
- Дочо Касабов – Нощният пазач
- Иван Славов
- Мишо Левиев
- Христо Христов